# Nova Iguaçu de Goiás
Nova Iguaçu de Goiás är en kommun i Brasilien.   Den ligger i delstaten Goiás, i den centrala delen av landet, 220 km nordväst om huvudstaden Brasília. Antalet invånare är 2 826.
Omgivningarna runt Nova Iguaçu de Goiás är huvudsakligen savann. Runt Nova Iguaçu de Goiás är det mycket glesbefolkat, med 3 invånare per kvadratkilometer.